# Afrikanische Hornvipern
Die Afrikanischen Hornvipern (Cerastes), häufig auch nur als Hornvipern bezeichnet, sind eine Gattung der Echten Vipern mit aktuell vier Arten, die in Nordafrika und dem Südwesten Asiens, vor allem auf der Arabischen Halbinsel leben. Kennzeichnend und namensgebend sind die aus jeweils einer Schuppe bestehenden Hörnchen oberhalb der Augen, die bei allen Arten mehr oder weniger ausgeprägt vorkommen.

## Kennzeichen
Die Afrikanischen Hornvipern gehören zu den mittelgroßen Vipern mit einem gedrungenen Körper und einem kurzen, spitzen Schwanz. Der Körper ist von schrägverlaufenden Schuppenreihen mit stark gekielten Schuppen bedeckt.
Der Kopf ist breit abgeflacht und dreieckig ausgebildet sowie deutlich vom Körper abgesetzt. Er ist von kleinen, unregelmäßigen und gekielten Schuppen bedeckt, deren Zahl meistens über 15 Einzelschuppen liegt. Die Schnauze ist breit und kurz und die Augen sind relativ klein mit einer gewöhnlich senkrechten Pupille. Auf den Schuppen oberhalb der Augen (Supraocularia) sind meistens auffällige, aus jeweils einer Schuppe bestehende, Hörner ausgebildet. Diese können allerdings bei allen Arten auch innerhalb der gleichen Population fehlen. Nur bei der Avicennaviper (C. vipera) ist die hörnerlose Form der Regelfall.

## Lebensweise
Die Afrikanischen Hornvipern sind in erster Linie dämmerungs- und nachtaktiv und vergraben sich in der Mittagshitze im Sand oder verbergen sich in Säugerbauten oder unter Steinen. Hornvipern sind innerhalb der Wüste in recht unterschiedlichen Habitaten von der steinigen Hamada bis zur reinen Sandwüste anzutreffen, halten sich jedoch bevorzugt in der Umgebung von Pflanzenansammlungen auf. Sie bewegen sich rasch seitenwindend fort. Dabei heben sie abwechselnd ein Stück des Körpers hinter dem Kopf und vor dem Schwanz vom Boden hoch und setzen ihn versetzt wieder ab. Dabei hinterlässt die Schlange die charakteristischen Spuren der Seitenwinder im Sand. Mit ihren Schuppen können die Tiere durch Aneinanderreiben ein rasselndes Geräusch erzeugen.
Zur bevorzugten Beute gehören kleine Wirbeltiere wie Vögel, Echsen oder Nagetiere, aber auch Insekten.

## Arten

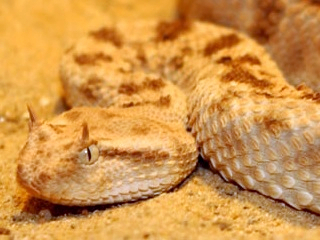
Kopf der Wüsten-Hornviper (Cerastes cerastes)

Zu der Gattung der Afrikanischen Hornvipern werden aktuell vier Arten gezählt:
- Cerastes boehmei Wagner & Wilms, 2010
- Wüsten-Hornviper (Cerastes cerastes (Linnaeus, 1758))
- Arabische Hornviper (Cerastes gasperettii Leviton & Anderson, 1967)
- Avicennaviper (Cerastes vipera) (Linnaeus, 1758)

## Schlangengift
Das Gift aller Afrikanischen Hornvipern ist stark hämotoxisch, eine Behandlung mit einem adäquaten Antivenin ist notwendig.